# Regimbartina pruinosa
Regimbartina pruinosa är en skalbaggsart som först beskrevs av Régimbart 1895.  Regimbartina pruinosa ingår i släktet Regimbartina och familjen dykare. Inga underarter finns listade i Catalogue of Life.